# Foca-anelada
A foca-anelada (Pusa hispida, também classificada como Phoca hispida) é um membro da família das focas que habita as águas costeiras do Ártico.
Tem o hábito de abrir buracos no gelo para respirar. É neste momento que o urso polar as captura. Sua população atual está estimada em seis milhões de indivíduos. No Alaska se caçam 3.000 animais por ano. Na Groenlândia este número sobe para 60.000 animais.

## Subespécies
- Pusa hispida hispida
- Pusa hispida krascheninikovi
- Pusa hispida ochotensis
- Pusa hispida botnica
- Pusa hispida ladogensis
- Pusa hispida saimensis